# Institut für Kultur- und Universalgeschichte
Das Institut für Kultur- und Universalgeschichte wurde in Leipzig 1909 von Karl Lamprecht als Königlich-Sächsisches Institut für Kultur- und Universalgeschichte gegründet. Es war das erste wissenschaftliche Forschungsinstitut in Deutschland, das unabhängig von der Universität bestand (obgleich es Aufgaben für die Universität erfüllte). Das Institut machte dem Historischen Seminar an der Universität Leipzig Konkurrenz. Die Gründung beruhte nicht nur auf der geschickten Einwerbung von Drittmitteln durch Lamprecht, sondern auch auf seinem außerordentlich problematischen Verhältnis zu seinen Fachkollegen.
Nachfolger von Karl Lamprecht war ab 1915 Walter Goetz. Zuvor hatte Alfred Doren die kommissarische Leitung des Instituts. In der Eigenschaft als Direktor gab Goetz die von Georg Steinhausen begründete  Zeitschrift Archiv für Kulturgeschichte heraus. Das Institut war Teil der König-Friedrich-August-Gesellschaft, eines sächsischen Pendants zur Kaiser-Wilhelm-Gesellschaft (heute Max-Planck-Gesellschaft).
Nachfolger von Goetz als Direktor war Hans Freyer. Nach 1933 diente das Institut unter seiner Leitung der politischen Erziehung der Studentenschaft im Sinne der NS-Schulung. Freyer setzte den Schwerpunkt auf die soziologische Perspektive, doch kam die auf Universalgeschichte und vergleichende Geschichte gerichtete Grundidee kaum noch zum Tragen.
Nach 1945 wurde das Institut nicht aufgelöst. Walter Markov sah sich nach seiner Berufung an die Universität Leipzig 1947 in der Tradition der Lamprechtschen Gründung. Er betrieb hauptsächlich vergleichende Welt- und Revolutionsgeschichte in vergleichender Perspektive. Ein Institut für Universal- und Kulturgeschichte hat es als organisatorische Einheit infolge der drei Hochschulreformen der DDR aber nicht mehr gegeben.
Auf den Lehrstuhl Markovs wurde 1974 Manfred Kossok berufen. Er setzte die welt- und revolutionsgeschichtliche Perspektive fort.
Nach der Wende wurde durch Kossok und seine Schüler (u. a. Matthias Middell) wieder ein Institut für Kultur- und Universalgeschichte gegründet. Weitere wichtige Mitarbeiter an diesem Institut waren Gerald Diesener und der Ibero-Amerikahistoriker Michael Zeuske, welcher nach Auflösung des Instituts nach Köln wechselte. Man wollte damit eine Perspektive jenseits des Historismus und jenseits des dogmatischen Marxismus eröffnen. In der Umgestaltung der Universität Leipzig hatte diese Gründung jedoch keinen Bestand, zumal Manfred Kossok 1993 verstarb.
Mehrere Schüler von Kossok und Markov gründeten daraufhin einen Verein mit dem Namen Institut für Kultur- und Universalgeschichte e. V. Der Verein betreibt in enger Zusammenarbeit mit der Karl-Lamprecht-Gesellschaft, dem von Pirmin Stekeler-Weithofer geleiteten Zentrum für Höhere Studien der Universität Leipzig sowie dem von Middell geleiteten Global and European Studies Institute der Universität Leipzig Forschungen zur historischen Komparatistik, zur Geschichte kultureller Transfers und zur Welt- bzw. Globalgeschichte. Von ihm wird die Zeitschrift Comparativ herausgegeben.